# Coupe du monde de pentathlon moderne 2012
Navigation
Édition précédente Édition suivante
La coupe du monde de pentathlon moderne 2012 se déroulera entre le 8 mars 2012 à Charlotte (États-Unis) et le 27 mai 2012 à Chengdu (Chine). La compétition est organisée par l'Union internationale de pentathlon moderne.
Cette compétition est composée de 4 manches et 1 finale. Les différentes villes qui accueillent l'évènement sont par ordre chronologique Charlotte (États-Unis), Rio de Janeiro (Brésil), Budapest (Hongrie), Rostov (Russie), puis Chengdu (Chine).

## Résultats

### Hommes
| Date          | Lieu           | Gagnant          | Second               | Troisième         |
| 11 mars 2012  | Charlotte      | Ilia Frolov      | Pavlo Tymoshchenko   | Aleksander Lesun  |
| 18 mars 2012  | Rio de Janeiro | Aleksander Lesun | Sergueï Kariakine    | Riccardo De Luca  |
| 15 avril 2012 | Budapest       | Nicola Benedetti | Andreï Moïsseïev     | Peter Tibolya     |
| 22 avril 2012 | Rostov         | Ilya Shugarov    | Stanislau Zhurauliou | Christopher Patte |
| 27 mai 2012   | Chengdu        | Ilia Frolov      | Hwang Woojin         | Cao Zhongrong     |

### Femmes
| Date          | Lieu           | Gagnant               | Second               | Troisième             |
| 10 mars 2012  | Charlotte      | Lena Schoneborn       | Mhairi Spence        | Anastasiya Prokopenko |
| 17 mars 2012  | Rio de Janeiro | Élodie Clouvel        | Ekaterina Khuraskina | Chloe Esposito        |
| 14 avril 2012 | Budapest       | Amélie Cazé           | Donata Rimšaitė      | Laura Asadauskaitė    |
| 21 avril 2012 | Rostov         | Anastasiya Prokopenko | Victoria Tereshuk    | Samantha Murray       |
| 26 mai 2012   | Chengdu        | Laura Asadauskaite    | Heather Fell         | Yane Marques          |